# Morcles
Morcles est une localité et une ancienne commune suisse du canton de Vaud, située dans la commune de Lavey-Morcles.

## Histoire
Autonome jusqu'en 1852, la commune de Morcles fusionne, dès cette date, avec celle de Lavey en raison de problèmes de gestion et contre l'avis de la commune. Domicile de nombreux fonctionnaires fédéraux, le village de Morcles comptait au début du siècle une école (deux classes), un hôtel, un restaurant, deux épiceries.

## Tourisme
Le village de Morcles est situé sur un alpage, à l'altitude de 1160 m. Il est le point de départ de nombreuses randonnées vers les Muverans, les Dents de Morcles, Ovronnaz ou Derborence. En hiver, un téléski situé au-dessus du village, au lieu-dit Les Martinaux permet la pratique du ski alpin.
Le village de Morcles est l'une des rares localités de Suisse qui n'est pas accessible par les transports publics, depuis l'abandon de la ligne CarPostal qui permettait d'accéder au village depuis la vallée, au début des années 2000.

## Source
- Germain Hausmann, « Morcles » dans le Dictionnaire historique de la Suisse en ligne, version du 26 janvier 2010.
- Cf aussi : "Petite histoire de Morcles", aux Archives cantonales du Canton de Vaud

- Cet article est partiellement ou en totalité issu de l'article intitulé « Lavey-Morcles » (voir la liste des auteurs).